# Lasa Gobadze
Lasa Gobadze (grúz nyelven: ლაშა გობაძე) (1994. január 10. –) grúz kötöttfogású birkózó. A 2019-es birkózó-világbajnokságon a döntőig jutott 82 kg-os súlycsoportban, kötött fogásban. A birkózó világbajnokságon 2015-ben 80 kg-ban bronzérmet szerzett. 2019-ben a birkózó Európa bajnokságon ezüstérmet szerzett 82 kg-ban.

## Sportpályafutása
A 2019-es birkózó-világbajnokságon az elődöntőben 8-5-re verte az üzbég Nurbek Haszimbekovot, majd a döntőig jutott, melyben azeri ellenfele Rafiq Hüseynov volt.